# René Béhaine
René Béhaine, de son vrai nom René Gaston Béhenne, né le 17 juin 1880 à Vervins (Aisne) et  mort le 2 janvier 1966 à Villefranche-sur-Mer, est un écrivain français.

## Biographie
René Béhenne est né dans une famille bourgeoise de l'Aisne. Sa naissance à Vervins s'explique par le fait que son père y occupe alors un poste de juge d'instruction. En effet Théodore-Arthur-Gaston Béhenne (1843-1914), docteur en droit, d'abord avocat à la Cour d'appel de Paris, intègre en 1873 la magistrature. Il termine sa carrière conseiller à la même Cour d'appel de Paris, chevalier de la Légion d'honneur. Sa mère était née Aimée-Zélie-Frédérique Chalamel et ses parents s'étaient mariés le 16 juin 1877 à la mairie du quatrième arrondissement de Paris. René eut une sœur, Marie-Marguerite Béhenne (1884-1978), qui épousa en 1909 Alain-Michel Caspar (1917-1978), polytechnicien qui termina sa carrière militaire général de division.
Dès son premier roman, publié en 1899, il s’attaque avec véhémence à l’institution  « bourgeoise » du mariage « arrangé ». Toute sa vie, il sera un individualiste forcené, refusant, par exemple le service militaire et passant la Première Guerre mondiale en Suisse.
Un peu comme Marcel Proust, auquel on l’a souvent comparé, il a voulu décrire la société de son temps, sur laquelle il portait un regard aiguisé et surtout un jugement implacable. Car, s’il réclamait, surtout en tant qu’écrivain, son indépendance personnelle, il fut très loin d’être, sur le plan social, tenté par l’anarchisme. Bien au contraire, il dénonçait le fait que plus aucun ordre ne régnât dans la société et en recherchait - c’est peut-être même l’objet principal de son œuvre - les causes. À l’instar de Balzac, il accusa la Révolution française, fruit et ferment d’un libéralisme effréné et destructeur.
L’œuvre de René Béhaine fut, entre les deux guerres mondiales, saluée par une partie de la critique. Ainsi Léon Daudet, codirecteur de l’Action française et grand découvreur de talents, le plaçait sur le même plan que Marcel Proust et écrivait après la parution d’Avec les Yeux de l’Esprit : « On dirait qu’il a déjà vécu une première vie, dont il se souvient dans une seconde existence... » À la fin des années 1930, il fit la connaissance de Pierre Guillain de Bénouville, alors camelot du roi, qui devait devenir l’un des chefs de la Résistance intérieure, puis celle de Jacques Guérin, l’un des plus grands mécènes du XXe siècle ; l’un et l’autre le soutinrent jusqu’à la fin de sa vie et l’aidèrent à publier ses trois derniers livres - sans doute les plus importants - qui parurent en Suisse.
L'Académie française lui décerne le prix Montyon en 1920 pour son ouvrage Si jeunesse savait et le prix Dumas-Millier en 1965 pour l'ensemble de son œuvre.

## Jugements
- Albert Feuillerat (1874-1953), beau-frère de Paul Bourget et directeur des études romanes à l’Université Yale, a tracé de René Béhaine un portrait admiratif, tant de l’homme que de l’écrivain :

« Sa critique de la bourgeoisie déchue s’est épanchée dans une suite de tableaux significatifs, vigoureusement brossés, à la composition desquels ont collaboré un observateur perspicace, un moraliste passionné et un humoriste narquois qui prend plaisir à montrer l’humanité toute nue, dans ses contradictions et ses ridicules - l’ensemble composant une vaste fresque qui complète celle que Proust nous a léguée de l’aristocratie et de la haute bourgeoisie à la même époque. »

- Viviane Smith :

« Cet univers romanesque allie de façon déconcertante un personnage central d’une idéologie réactionnaire à des procédés romanesques divers, inventifs et précurseurs. Le climat du texte l’emporte sur le déroulement du récit, ralenti jusqu'à l’immobilisme. Les traces d’un humour corrosif donnent un relief plus aigu aux analyses cruelles. L’auteur s’est risqué à la phrase longue, difficile à lire, qui retient les uns et décourage les autres. Enfin, en creusant le particulier d’une âme, celle de Michel, le romancier rejoint le général, procédé romanesque également précurseur. Le lyrisme de Michel, antihéros qui se veut héroïque, retentit comme la complainte, proférée devant le tribunal du lecteur, de la condition humaine tout entière. »

## Œuvres
- L’Histoire d’une Société, commencée en 1904 et achevée en 1959, comprend 16 volumes aux titres symboliques : 
  - Histoire d'une Société - 1er livre (Alfred Varambaud). Paris, Chez Clerget, 1904.
  - Histoire d'une Société (Alfred Varambaud -Céline Armelle - Michel Varambaud). Paris, Bibliothèque-Charpentier / Eugène Fasquelle, 1908. Reprenant le premier volume et y ajoutant deux chapitres, ce texte fut réédité par Bernard Grasset en 1928 sous un nouveau titre : Les Nouveaux venus. [cet ensemble de textes constitue le 1er volume de la série]
  - Les Survivants. Paris, Bernard Grasset, 1914. [2e volume]
  - Si jeunesse savait... . Paris, Bernard Grasset, 1919. [3e volume]
  - La Conquête de la Vie. Paris, Bernard Grasset, 1924. [4e volume]. En partie déjà publié chez Chamuel en 1899 sous le même titre.
  - L’Enchantement du Feu. Paris, Bernard Grasset, 1926. [5e volume]
  - Avec les yeux de l’Esprit. Paris, Bernard Grasset, n° 5 de la 3e série de la collection « Les Cahiers Verts », 1928. [6e volume]
  - Au prix même du Bonheur. Paris, Bernard Grasset, 1930. [7e volume]
  - Dans la foule horrible des hommes. Paris, Bernard Grasset, 1932. [8e volume]
  - La Solitude et le Silence. Paris, Bernard Grasset, 1933. [9e volume]
  - Les Signes dans le ciel. Paris, Bernard Grasset, n° 3 de la 6e série de la collection « Pour mon plaisir », 1935. [10e volume]
  - Ô Peuple infortuné. Paris, Bernard Grasset, 1936. [11e volume]
  - Le Jour de gloire. Paris, Mercure de France, 1939. [12e volume]
  - Sous le char de Kâli. Paris, Robert Laffont, 1947. [13e volume]
  - La Moisson des Morts. Paris, Éditions du Milieu du Monde, 1957. [14e volume]
  - L’Aveugle devant son miroir. Paris, Éditions du Milieu du Monde, 1958. [15e volume]
  - Le Seul Amour. Paris, Éditions du Milieu du Monde, 1959. [16e volume]
- Claude, illustré par Yvonne Préveraud de Sonneville, Paris, Robert Laffont, 1947.

## Traductions
- The Survivors, traduction anglaise de Les Survivants par Edward Crankshaw, avec une préface de Ford Madox Ford, Houghton Mifflin Company, 1938.